# Psittacidae
 (décembre 2016).
Améliorez-le ou discutez des points à vérifier. 
Famille
Les Psittacidae sont une famille d'oiseaux de l'ordre des Psittaciformes et qui regroupe des espèces connues sous les noms de perroquets, perruches, palettes, inséparables, touïs, etc. Suivant les classifications scientifiques, les espèces considérées par ce groupe ne sont pas nécessairement les mêmes. Dans la classification du COI, il n'inclut pas les cacatoès, les nestors et le Strigops kakapo. En revanche, par exemple, la classification de Gerald Mayr définit comme Psittacidé tous les Psittaciformes encore existants.
Sur la zoologie de ces espèces, voir aussi Psittaciformes. Sur les perroquets comme animaux de compagnie et dans la culture, voir perroquet.

## Systématique
Bien que les connaissances sur les relations entre espèces dans le groupe défini par le COI se soient améliorées au cours de ces dernières années, ce groupe est probablement paraphylétique, quelles que soient les classifications admises en 2006. Ainsi le nombre d'espèces et même les sous-groupes inclus dans ce groupe dépend des auteurs, le groupe des aras, tel qu'il est défini par le taxon des Arinae ou Arini selon les auteurs, formerait pour certains ornithologues un taxon frère, pour d'autres un sous-groupe.
La position dans l'arbre phylogénétique de chacune des espèces composant ce groupe est donc susceptible d’évoluer dans les années à venir.
De récentes analyses ADN[réf. incomplète] ont dénoué les relations au sein des espèces africaines, qui sont alors regroupées sous le terme Psittacini. Elles ont également montré que le Perroquet jaco, constituant avec le Perroquet timneh le genre Psittacus, est l'espèce d'oiseau actuellement existante la plus proche des inséparables, classés dans le genre Agapornis. Or les inséparables ont été placés dans une autre tribu, les Psittaculini ou perruches austro-asiatiques.

### Les différentes classifications
| Nom des taxons                    | Nom normalisé (dans le Howard and Moore Complete Checklist of the Birds of the World) | Classifications scientifiques | Classifications scientifiques | Notes                                                                                   |
| Nom des taxons                    | Nom normalisé (dans le Howard and Moore Complete Checklist of the Birds of the World) | Peters[réf. nécessaire]       | H&M                           | Notes                                                                                   |
| --------------------------------- | ------------------------------------------------------------------------------------- | ----------------------------- | ----------------------------- | --------------------------------------------------------------------------------------- |
| Psittrichadini ou Psittrichadinae | Psittrichas                                                                           | x                             | x                             | 1 genre et 1 espèce : le Psittrichas de Pesquet.                                        |
| Psittacini                        | Perroquet                                                                             | x                             | x                             | 3 genres et 12 espèces de perroquets de la zone afrotropicale.                          |
| Psittaculini                      | Perruche, Palette, Éclectus, Coryllis, Loricule, Inséparable                          | x                             | x                             | 12 genres et 66 espèces de perruches paléotropicales (de l'Inde à l'Australasie).       |
| Cyclopsittacini                   | Psittacule                                                                            | x                             | x                             | 3 genres et 6 espèces de Nouvelle-Guinée.                                               |
| Micropsittini ou Micropsittinae   | Perruche, micropsitte                                                                 | x                             |                               | 1 genres, six espèces                                                                   |
| Platycercini ou Platycercinae     | Perruche ou kakariki                                                                  | x                             |                               | 13 genres, 35 à 40 espèces                                                              |
| Arini ou Arinae                   | Ara, Caïque, Conure, Touï, Crick, Amazone, Pione, Papegeais, Loro                     | x                             |                               | perroquets américains                                                                   |
| Polytelini                        |                                                                                       |                               | x                             | 3 genres et espèces australiennes pour la plupart dont la classification est hasardeuse |

#### Liste alphabétique des genres
- genre Alipiopsitta (1 espèce)
- genre Amazona (31 espèces)
- genre Anodorhynchus (3 espèces)
- genre Ara (9 espèces)
- genre Aratinga (6 espèces)
- genre Bolborhynchus (3 espèces)
- genre Brotogeris (8 espèces)
- genre Conuropsis (1 espèce)
- genre Cyanoliseus (1 espèce)
- genre Cyanopsitta (1 espèce)
- genre Deroptyus (1 espèce)
- genre Diopsittaca (1 espèce)
- genre Enicognathus (2 espèces)
- genre Eupsittula (5 espèces)
- genre Forpus (9 espèces)
- genre Graydidascalus (1 espèce)
- genre Guaruba (1 espèce)
- genre Hapalopsittaca (4 espèces)
- genre Leptosittaca (1 espèce)
- genre Myiopsitta (2 espèces)
- genre Nannopsittaca (2 espèces)
- genre Ognorhynchus (1 espèce)
- genre Orthopsittaca (1 espèce)
- genre Pionites (2 espèces)
- genre Pionopsitta (1 espèce)
- genre Pionus (8 espèces)
- genre Poicephalus (10 espèces)
- genre Primolius (3 espèces)
- genre Psilopsiagon (2 espèces)
- genre Psittacara (13 espèces)
- genre Psittacus (2 espèces)
- genre Pyrilia (7 espèces)
- genre Pyrrhura (24 espèces)
- genre Rhynchopsitta (2 espèces)
- genre Thectocercus (1 espèce)
- genre Touit (8 espèces)
- genre Triclaria (1 espèce)

#### Liste des espèces
D'après la classification de référence (version 5.2, 2015) du Congrès ornithologique international, la famille des Psittacidae comprend plus de 350 espèces existantes (classement par ordre phylogénique) :
Parmi ces espèces reconnues par le COI, 15 sont éteintes :
- †Anodorhynchus glaucus – Ara glauque
- †Ara tricolor – Ara tricolore
- †Charmosyna diadema – Lori à diadème
- †Conuropsis carolinensis – Conure de Caroline
- †Cyanoramphus erythrotis – (?)
- †Cyanoramphus subflavescens – (?)
- †Cyanoramphus ulietanus – Perruche de Raiatea
- †Cyanoramphus zealandicus – Perruche de Tahiti
- †Lophopsittacus mauritianus – (?)
- †Mascarinus mascarin – Mascarin de la Réunion
- †Necropsittacus rodricanus – (?)
- †Psephotus pulcherrimus – Perruche de paradis
- †Psittacula bensoni – (?)
- †Psittacula exsul – Perruche de Newton
- †Psittacula wardi – Perruche des Seychelles

Il convient de rajouter :
- †Ara autocthones Wetmore, 1937